# Каталонська держава (1873)
[[Категорія:Історичні держави Європи|Історія Каталонії, 1873]]
Каталонська держава (кат. Estat Català, ісп. Estado Catalán) — історичне державне утворення у часи Першої Іспанської республіки на території сучасної Іспанії. До складу Каталонської держави входили чотири провінції Каталонії та Балеарські острови.

## Історія
Паралельно з розвитком національного руху в Каталонії, виник рух на підтримку федералізації Іспанії. У Каталонії федералісти поділилися на дві групи — радикальне крило, яке бачило федералізацію Іспанії як проміжний етап на шляху до повної незалежності Каталонії, та помірковані, яке бачило майбутнє Каталонії у складі федеральної Іспанії.
У 1869 році представники Каталонії, Арагона, Валенсії та Балеарських островів підписали пакт у Туртоза, який передбачав реорганізацію Іспанії з унітарної монархії в федеративну демократичну республіку.
11 лютого 1873 року, через політичну кризу в Іспанії, зрікся престолу король Амадей I, та була створена Перша іспанська республіка.
9 березня 1873 року в Барселоні Рада провінції Барселона, у якій більшість мало радикальне крило федералістів Каталонії, проголосило створення Каталонської держави. Також було обрано тимчасового президента держави Каталонії — Бардомер Лоштау і Прац.
Після проголошення Каталонської держави президент Естаніслао Фіґерас та голова уряду Франсиск Пі-і-Марґаль Першої Іспанської республіки заявили, що іспанська армія збройно захопить Каталонію. Після цього Каталонська держава була змушена скасувати свою незалежність.
Під час Другої карлістської війни Каталонія підтримувала карлістів. Після закінчення війни, у січні 1874 року, генерал Франсіско Серрано захопив владу в Іспанії, а у січні 1875 року було відновлено іспанську монархію. На трон було поставлено Альфонса XII з династії Бурбонів.
Іспанська влада почала проводити ще більші репресії проти Каталанії.